# Roberta Mazzoni (sceneggiatrice)
Roberta Mazzoni (Milano, 3 ottobre 1951) è una sceneggiatrice, regista e scrittrice italiana, attiva in cinema, teatro e televisione.
Come autrice di gialli utilizza lo pseudonimo Roberta De Falco.

## Biografia
Roberta Mazzoni nasce a Milano, il 3 ottobre del 1951, figlia di Alberto Mazzoni e Cora Durini di Monza. Suo nipote è lo scrittore Carlo Mazzoni. Nel 1976 si trasferisce a Roma dove, oltre a svolgere attività di sceneggiatrice, insegna narratologia cinematografica. Mazzoni fa oggi parte del consiglio della Fondazione Tamaro, per progetti formativi e umanitari in collegamento con la Limmat Stiftung. 
Oggi vive e lavora a Porano, nella campagna di Orvieto (TR) con la scrittrice Susanna Tamaro, con cui convive dal 1988.
Mentre frequentava i corsi di Letteratura alla Università Statale di Milano, ha esordito nel mondo dello spettacolo nel 1970 come costumista al Piccolo Teatro di Milano. Ha collaborato a lungo con la Rai. Come autrice letteraria ha pubblicato nel 1995 per Il Saggiatore l'antologia di aforismi Scrivere - manuale a più voci per aspiranti narratori. Ha scritto anche un libro a copie numerate (Verso Pergamo, edito da Imago, 1983) e ha condotto, insieme ad Annalisa Scafi, un'intervista con una desaparecida cilena per il libro Il mio triste continente.
Con lo pseudonimo Roberta De Falco è autrice di alcuni romanzi gialli, pubblicati da Sperling & Kupfer, ambientati a Trieste e con protagonista il commissario Ettore Benussi. Come traduttrice, si è occupata di Segreti, Silenzi, Bugie di Adrienne Rich (edito da La Tartaruga nel 1982). È stata curatrice di un libro di Cesare Zavattini (Basta coi Soggetti, edito da Bompiani, 1977). È stata aiuto montatrice alla Rai Corporation di New York (1977). Sempre per la televisione ha realizzato programmi scientifici in collaborazione con Ruggero Orlando (La Casa del Sole, 1978; L'Universo dopo Einstein, 1979). Ha poi iniziato l'attività di assistente alla regia in due film (Stark System di Armenia Balducci, 1979, e La pelle, di Liliana Cavani).

## Opere

### Saga del commissario Ettore Benussi
- Nessuno è innocente (2013, Sperling & Kupfer)
- Bei tempi per gente cattiva (2014, Sperling & Kupfer)
- Benussi e la silenziosa Ada (2014, Sperling & Kupfer)
- Il tempo non cancella (2014, Sperling & Kupfer)
- Non è colpa mia (2016, Sperling & Kupfer)

### Saga del commissario Elettra Morin
- Sangue del mio sangue (2019, Piemme) ISBN 978-88-566-7062-2

## Filmografia

### Sceneggiatrice
- Interno berlinese (The Berlin Affair), regia di Liliana Cavani (1985)
- Roller Wings, regia di Stefania Casini - film TV (1988)
- Cuore in gola, regia di Stefania Casini - film TV (1988)
- Francesco, regia di Liliana Cavani (1989)
- I promessi sposi, regia di Salvatore Nocita - serie TV (1989)
- La settima stanza (Siódmy pokój), regia di Márta Mészáros (1995)
- La famiglia Ricordi, regia di Mauro Bolognini - serie TV (1995)
- Va' dove ti porta il cuore, regia di Cristina Comencini (1996)
- Il padre di mia figlia, regia di Livia Giampalmo - serie TV (1997)
- Matrimoni, regia di Cristina Comencini (1998)
- Nel mio amore, regia di Susanna Tamaro (2004)

### Regista
- Blue Valentine, episodio del film Provvisorio quasi d'amore (1989)